# 安娜·扎通斯基
安娜·扎通斯基（烏克蘭語：Ганна Затонських，1978年7月17日—），乌克兰裔美国女子国际象棋棋手，获有国际大师（IM）与女子特级大师（WGM）头衔。
扎通斯基于2001年获得过乌克兰国际象棋女子全国冠军。2004年起加入美国国籍，此后夺得过2006年、2008年、2009年、2011年四度美国国际象棋女子全国冠军。
扎通斯基的丈夫是拉脱维亚裔德国国际象棋特级大师丹尼尔·弗里德曼。